# Physena
Physena ist die einzige Gattung der Familie der Physenaceae in der Ordnung der Nelkenartigen (Caryophyllales) innerhalb der Bedecktsamigen Pflanzen. Die Gattung kommt nur in Madagaskar vor.

## Beschreibung

### Vegetative Merkmale
Physena-Arten wachsen als Sträucher und kleine Bäume. Sekundäres Dickenwachstum erfolgt durch einen normalen Kambiumring. Korkkambium ist vorhanden. Das Xylem besitzt Tracheiden.
Die wechselständig und zweireihig an den Zweigen angeordneten Laubblätter sind gestielt. Die einfach Blattspreiten sind fiedernervig und flach mit einem glatten Blattrand. Auf den Blättern sind keine Haare vorhanden. Die anomocytischen Stomata befinden sich hauptsächlich an der Blattunterseite (abaxial). Nebenblätter sind keine vorhanden.

### Generative Merkmale
Physena-Arten sind zweihäusig getrenntgeschlechtig (diözisch). Es werden seitenständige männliche und weibliche traubige Blütenstände gebildet. Die fünf bis neun Kelchblätter sind kronblattartig. Kronblätter fehlen. Die männlichen Blüten besitzen ein rudimentäres Gynoeceum. Die meist 10 bis 14 (8 bis 25) Staubblätter sind alle fertil. Die dünnen, kurzen Staubfäden sind untereinander an ihrer Basis verwachsen oder ganz frei. Die Staubbeutel sind lang. Die colpaten Pollenkörner besitzen drei Aperturen. Die weiblichen Blüten besitzen keine rudimentären Staubblätter. Die zwei Fruchtblätter sind zu einem oberständigen Fruchtknoten verwachsen. Je Fruchtknotenkammer sind zwei campylotrope, bitegmische, crassinucellate Samenanlagen vorhanden. Die zwei mehr oder weniger freien langen Griffel enden jeweils in einer Narbe. Die Bestäubung erfolgt durch Insekten (Anemophilie).
Die trockene Frucht enthält nur einen großen Samen. Der Embryo ist gerade.

### Inhaltsstoffe
Es sind Triterpenglycoside und Keto-Fettsäuren vorhanden. Es werden Calciumoxalat-Kristalle als Drusen akkumuliert.

## Systematik und Verbreitung
Der Gattungsname Physena wurde 1806 von Francisco Noronha bei Louis-Marie Aubert du Petit-Thouars: Gen. Nov. Madagasc., 6 erstveröffentlicht. Die Familie Physenaceae wurde erst 1985 Armen Takhtajan in Botaničeskij Žurnal (Moscow & Leningrad), Band 70, S. 1692 aufgestellt.
Früher wurde diese Gattung bei den Capparaceae, Flacourtiaceae, Urticales (Cronquist 1988), Sapindales oder Dilleniidae eingeordnet. Die nächsten Verwandten innerhalb der Ordnung der Caryophyllales sind die Asteropeiaceae, sie sind ebenfalls nur in Madagaskar beheimatet und haben beispielsweise ähnliche Früchte.
Die Familie enthält nur die Gattung Physena Noronha ex Thouars mit nur zwei Arten, die allein auf Madagaskar vorkommen:
- Physena madagascariensis Thouars ex Tul.: Sie kommt in den Provinzen Antananarivo, Antsiranana, Fianarantsoa, Mahajanga, Toamasina, Toliara vor. Sie gedeiht in Wäldern in Höhenlagen zwischen 0 und 2000 Meter.
- Physena sessiliflora Tul.: Sie kommt in den Provinzen Antsiranana, Mahajanga, Toliara vor. Sie gedeiht in Gebüschen und Wäldern in Höhenlagen zwischen 0 und 500 Meter.